# Cladomyza robustior
Cladomyza robustior är en tvåhjärtbladig växtart som beskrevs av Danser. Cladomyza robustior ingår i släktet Cladomyza och familjen Amphorogynaceae. Inga underarter finns listade i Catalogue of Life.